# Chhurpi
Chhurpi é um queijo seco e defumado consumido no Himalaia. Os Sherpas o chamam de sherkam e no Butão é chamado de durukova ou durukho. Chhurpi é feito a partir do leite de iaque, é produzido com um material extraido do leitelho chamado sergem. O sergem é enrolado em tecido ou uma bolsa de juta e espremido de modo a se retirar o máximo de água possível. Então é posto para secar e na secagem se assimila a um queijo e finalmente é cortado em pedaços e deixado sobre fumaça para endurecer.